# Angiotensina II

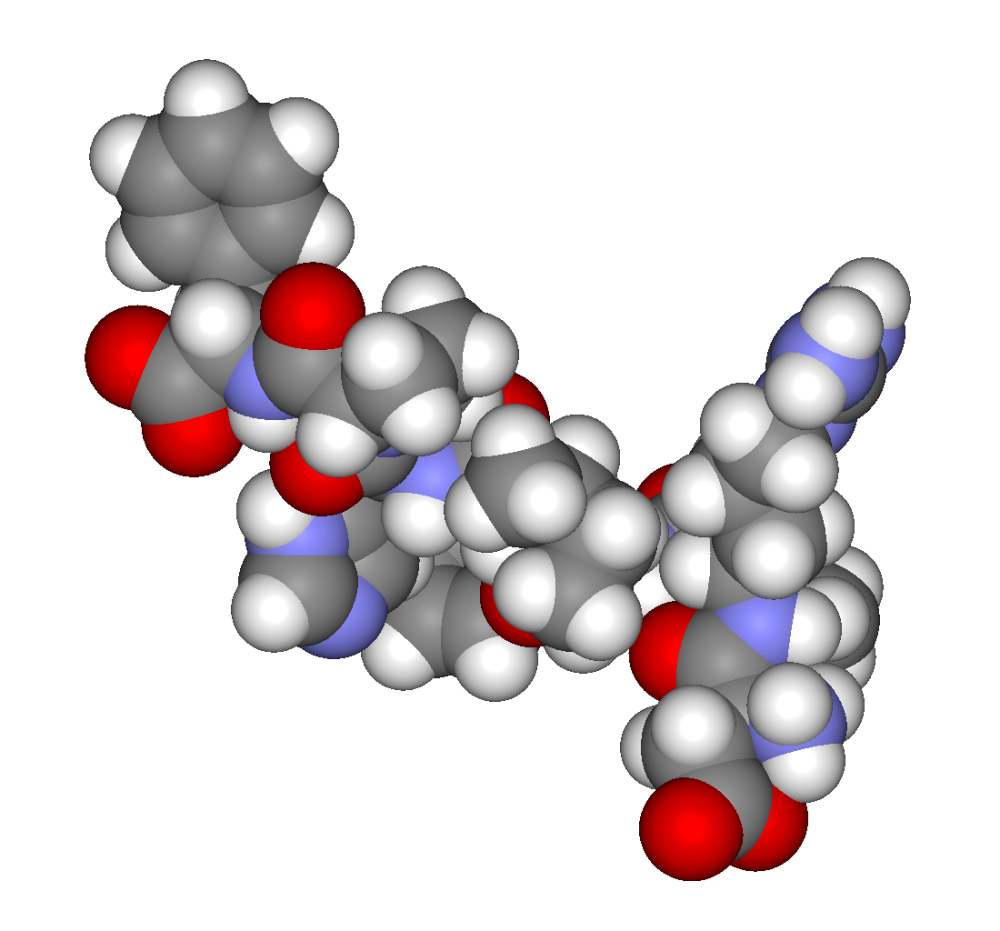

L'angiotensina II è un ormone octapeptidico deputato al controllo pressorio e di altre funzioni quali il controllo idroelettrolitico a livello renale. Deriva da una cascata di reazioni a monte della quale c'è il proenzima chiamato prorenina:
Renina (derivante dalla prorenina): Angiotensinogeno → Angiotensina I;
ACE: Angiotensina I → Angiotensina II.
La prorenina è un proenzima di 406 amminoacidi che sotto l'azione di una proteasi a livello renale genera renina. Questa, secreta nel sangue, agisce su una α2-globulina (angiotensinogeno), generando l'angiotensina I, formata da 10 amminoacidi. Questa molecola viene aggredita dall'enzima ACE (Angiotensin Converting Enzime, prodotto da tutti i tessuti del corpo, particolarmente dal polmone), il quale rimuove due amminoacidi all'angiotensina I, formando così l'Angiotensina II.

## Azioni dell'angiotensina II
L'angiotensina II agisce a livello cardiovascolare come attivante cardiaco aumentando la forza della contrazione e la frequenza dei battiti. È inoltre stimolante delle resistenze periferiche.
A livello della corteccia surrenale stimola la produzione di aldosterone e di adrenalina a livello della midollare.
Al livello del sistema nervoso ha due effetti: a livello centrale, stimola i centri della sete, a livello periferico favorisce la liberazione di noradrenalina da parte delle terminazioni simpatiche.
Induce inoltre la secrezione di ADH da parte dell'ipofisi posteriore o neuroipofisi.

## I recettori dell'angiotensina II
Si conoscono due tipi di recettori per l'angiotensina II:
AT1è un recettore accoppiato a una proteina G la quale porta all'attivazione della fosfolipasi C e alla via del fosfatidilinositolo. La sua azione porta a un generale aumento pressorio per stimolazione delle resistenze periferiche e attività cardiaca, è inoltre assente a livello centrale ed epatico.
AT2attiva una fosfatasi che inattiva le MAPK chinasi e quindi si oppone agli effetti biologici dell'attivazione di AT1

### Farmaci attivi sull'angiotensina II
I farmaci antagonisti dell'azione dell'angiotensina II vengono utilizzati come antiipertensivi, i loro sistemi di azione come antagonisti dell'angiotensina II possono essere 3:
- secrezione della renina: impediscono la formazione dell'angiotensina II a monte
- bloccanti dei recettori AT1: impediscono che l'angiotensina II si leghi ai propri recettori come sartani e saralasina
- inibitori dell'ACE: impediscono che dall'angiotensina I si formi l'angiotensina II come gli ACE-inibitori